# Drones
Pour les articles homonymes, voir Drone (homonymie).
Albums de Muse
The 2nd Law
(2012) Simulation Theory
(2018)
Singles
1. Dead Inside
Sortie : 23 mars 2015
2. Mercy
Sortie : 18 mai 2015
3. Revolt
Sortie : 4 novembre 2015
4. Aftermath
Sortie : 11 mars 2016
5. Reapers
Sortie : 16 avril 2016

Drones est le septième album studio du groupe britannique Muse,, sorti du 5 au 10 juin 2015 à l'international. L'album est écrit entre Londres au Royaume-Uni et Los Angeles aux États-Unis, villes de prédilection des membres du groupe, au printemps et à l'été 2014 et enregistré du 3 au 18 octobre 2014 au Warehouse Studio à Vancouver au Canada ainsi qu'à Milan. 
L'album connait un très fort succès de ventes dès la première semaine d'exploitation et se classe ainsi premier en France, en Angleterre, aux États-Unis, aux Pays-Bas. Il est certifié double disque de platine en France.

## Développement
Le groupe évoque rapidement, après la sortie de The 2d Law, une volonté de revenir à une musique plus pure et plus simple d'un point de vue musique rock. Matthew Bellamy entend par là son désir de revenir à des compositions simplement guitare-basse-batterie et de ne plus insérer de sonorités électroniques, très présentes depuis Black Holes and Revelations en 2006. L'album est enregistré à Vancouver au Canada en octobre 2014. Il annonce, par là même occasion, la sortie de Drones attendue pour le printemps 2015. Le 3 octobre 2014, le groupe publie une photo sur leur compte Instagram prise en pleine session d'enregistrement du nouvel album avec pour légende Day 1... ce qui signifie que l’enregistrement a bien commencé ce jour. Le 18 octobre, ils publient une nouvelle photo sur ce même réseau social annonçant la fin de la première session d’enregistrement dans la ville canadienne. De nombreuses photos sont par la suite publiées au goutte à goutte par le groupe sur Instagram comme celles qui dévoilent, fin janvier 2015, le titre de l'album. Des anciennes couvertures du magazine anglais Kerrang! et du New Musical Express, datant respectivement de 2006 et 2009, sont également reprises et partagées le 4 février par le groupe qui a raturé les titres et rempli les yeux de ses membres au marqueur noir.
Le titre Drones est dévoilé le 26 janvier 2015 dans une courte vidéo sur le réseau social Instagram,,. Le hashtag #MuseDrones est par la suite utilisé sur les réseaux sociaux par le groupe lui-même pour la promotion de l'album puis par les fans dès le mois de février 2015. L'album est confirmé une première fois par le groupe lors de la création du hashtag #MuseDrones sur Instagram puis définitivement confirmé par Christopher Wolstenholme le 7 février 2015 lors de la mise à jour de son profil tweeter, qui annonce une sortie imminente de l'album. Le titre fait référence aux drones, ces avions sans pilote à bord souvent équipés d'une caméra dans le domaine militaire ou plus récemment des particuliers. Il est symbole d'espionnage et de futurisme. En anglais, drone désigne également le mâle d'un genre d'abeille à miel de la famille des apis, aussi appelé faux-bourdons ou encore drone. Glen Rowe, le tour manager du groupe, tweete d'ailleurs la photo d'un faux-bourdon le jour-même de la publication du titre Drones dans une vidéo postée par le groupe. L'album sera produit par Robert Lange, producteur de plusieurs albums d'AC/DC et de Shania Twain et compositeur de titres pour Lady Gaga,.

## Caractéristiques

### Couverture
Après Storm Thorgerson (Pink Floyd) pour Absolution et Black Holes and Revelations, La Boca pour The Resistance, l'univers graphique de Drones est réalisée par le photographe et illustrateur californien, Matt Mahurin qui a notamment travaillé pour le chanteur Tom Waits. L'artiste déclare sur son profil Instagram « Je m'occupe de la photographie, l'illustration et du design pour le prochain album de Muse, Drones [...] c'est un honneur de collaborer pour un si incroyable projet. Ce dossier contient mes projets de pochette et quelques concepts. Je prévois de faire un shooting des gars le 22.02.15. » Le 11 mars 2015, la pochette de l'album est présentée à Bruxelles, et projetée sur différents monuments de la ville tels que le Palais royal, l'Atomium, le Manneken Pis ou encore la Tour Reyers.

### Musique
Les thèmes de l'album sont dévoilés par Matthew Bellamy en septembre 2014 et seraient, entre autres, la Troisième Guerre mondiale, l’écologie profonde de Arne Næss et l’écart empathique. Ces grandes thématiques sont des sujets chers au groupe qui a déjà par le passé, parlé de la panspermie, de la seconde loi de la thermodynamique, de conflits politiques, de la guerre en Irak, etc.[réf. nécessaire] Le groupe confirme un retour aux sources quant à leur style musical par la présence de solos de guitares chers au groupe entre Absolution et Black Holes and Revelations selon le leader. Afin de renforcer la thèse d'une musique heavy, il semblerait que Shavo Odadjian, bassiste du groupe de metal System of a Down, ait participé à l'un des morceaux de l'album du trio, selon un tweet du musicien posté au printemps. The Globalist, la suite du morceau Citizen Erased est d'ailleurs composée avec une continuité du texte et du thème de la chanson composée en 2000 et présente sur l'album Origin of Symmetry en 2001,. Matthew Bellamy utilise d'ailleurs la même guitare à 7 cordes que celle utilisée sur Citizen Erased. L'album est mixé par Rich Costey qui avait produit les albums du groupe, Absolution et Black Holes and Revelations, respectivement en 2003 et 2006.
Le premier extrait issu de l'album s'intitule Psycho est sorti le 12 mars 2015. Le titre est dévoilé par Matthew Bellamy dans un tweet le 28 février 2015. Il a pour thèmes les techniques de manipulations et les différents lavages de cerveaux sur les humains. L'Homme est apparenté a un « drone humain », agissant machinalement aux ordres d'une autorité supérieure afin d'en faire des « machines à tuer ». Matthew Bellamy déclare que le single était trop offensif pour être diffusé à la radio, à propos de ce titre, l'hebdomadaire Les Inrockuptibles parle de « lourdeur et laideur ». Le second extrait de Drones est Dead Inside, et est diffusé en première sur la BBC britannique à 19 h GMT, le 23 mars 2015.

### Concept
Drones retrace le parcours d'un unique personnage du début de l'album avec Dead Inside, à la fin avec Drones, et sa manière pour se sortir de cette situation, de son embrigadement à sa libération en passant par sa révolte et son émancipation. Les péripéties sont présentes dans chaque morceau,. L'album est conçu comme un opéra-rock,.
Dead Inside en tant que morceau d'ouverture, présente le personnage dans une situation sombre, intérieurement vide et mort à cause d'une personne lui ayant enseigné à tuer sans remords. Il se sent perdu, abandonné, dépourvu de tout espoir et vulnérable. Il se résigne à ne plus pouvoir aimer et à sombrer dans un monde noir. Les deux morceaux suivants, [Drill Sergeant] et Psycho, ne font qu'un. Ils s'enchaînent et montrent une scène dans laquelle un sergent chef s'adresse à un militaire en lui donnant des ordres, lui criant qu'il lui appartient et faisant de lui ce qu'il souhaite. Plus globalement, le thème de la chanson évoque la manipulation mentale subie par des êtres plus faibles, par des dirigeants dotés de mauvaises intentions, utilisant ces faiblesses à des fins meurtrières. Matthew Bellamy fait l'analogie entre ces tueurs manipulés et des drones humains programmés pour éliminer des cibles précises en faisant d'eux des tueurs psychopathes. Des phrases chocs et sombres comme Your ass belongs to me now ou You will kill on my command and I won't be responsible rythment le morceau d'une manière relativement violente,.
Dans Mercy, le personnage implore un être supérieur qui n'est pas explicitement nommé, comme un dieu ou un dirigeant, à qui il demande le pardon afin d'obtenir miséricorde (mercy en anglais) en lui expliquant sa chute passée. La situation de Defector correspond à l'abandon d'une croyance ou d'un parti. Dans ces deux morceaux, le personnage reprend le contrôle de la situation, le contrôle de sa vie et se bat contre les forces obscures qui essaient de le contrôler. 
Dans Aftermath, le personnage retrouve enfin l'amour, ce qu'il pensait devenu impossible. Il s'agit, selon le leader, d'un morceau à l'opposé de Dead Inside. The Globalist évoque l’ascension puis la chute d'un dictateur. Drones est un morceau a cappella clôturant l'album.

### Liste des titres
La liste des titres est dévoilée le 11 mars 2015 sur le site officiel du groupe et les durées le 12 mai 2015. Drones est disponible en plusieurs formats incluant CD, vinyle, et numérique (.mp3 ou FLAC). Une version CD et DVD inclut des performances live du Psycho UK Tour et des sessions studio, et une autre version (CD, DVD et vinyle) reprend les mêmes bonus comportant Psycho (Live at Glasgow Barrowland), Dead Inside (Live at Brighton Dome), The Handler (Soundcheck, Exeter Great Hall), Reapers (Live at Exeter Great Hall), et Bonus Studio Footage.
| No  | Titre            | Durée |
| --- | ---------------- | ----- |
| 1.  | Dead Inside      | 4:23  |
| 2.  | [Drill Sergeant] | 0:21  |
| 3.  | Psycho           | 5:16  |
| 4.  | Mercy            | 3:51  |
| 5.  | Reapers          | 5:59  |
| 6.  | The Handler      | 4:33  |
| 7.  | [JFK]            | 0:54  |
| 8.  | Defector         | 4:32  |
| 9.  | Revolt           | 4:05  |
| 10. | Aftermath        | 5:48  |
| 11. | The Globalist    | 10:07 |
| 12. | Drones           | 2:51  |

| DVD bonus (édition Deluxe) | DVD bonus (édition Deluxe)                      | DVD bonus (édition Deluxe) | DVD bonus (édition Deluxe) | DVD bonus (édition Deluxe) | DVD bonus (édition Deluxe) | DVD bonus (édition Deluxe) | DVD bonus (édition Deluxe) | DVD bonus (édition Deluxe) | DVD bonus (édition Deluxe) |
| No                         | Titre                                           | Durée                      |                            |                            |                            |                            |                            |                            |                            |
| -------------------------- | ----------------------------------------------- | -------------------------- | -------------------------- | -------------------------- | -------------------------- | -------------------------- | -------------------------- | -------------------------- | -------------------------- |
| 1.                         | Psycho (Live at Glasgow Barrowlands)            | 5:44                       |                            |                            |                            |                            |                            |                            |                            |
| 2.                         | Dead Inside (Live at Brighton Dome)             | 4:38                       |                            |                            |                            |                            |                            |                            |                            |
| 3.                         | The Handler (Soundcheck, Exeter Great Hall)     | 4:45                       |                            |                            |                            |                            |                            |                            |                            |
| 4.                         | Reapers (Live at Exeter Great Hall)             | 6:18                       |                            |                            |                            |                            |                            |                            |                            |
| 5.                         | Bonus Studio Footage - The Globalist / Defector | 10:00                      |                            |                            |                            |                            |                            |                            |                            |
| 32:57                      |                                                 |                            |                            |                            |                            |                            |                            |                            |                            |

## Clips vidéo
La première vidéo promotionnelle de l'album est Psycho. Elle est tournée le 15 février 2015 à Oakland, en Californie,. Le casting est organisé le 4 février 2015, et est lancé par Lee Sayer, un ami musicien du groupe. La vidéo met en scène le groupe jouant dans un lieu sombre dans lequel dansent des personnages recouverts de peintures colorées sur lesquels se projettent les paroles de la chanson.  
La seconde vidéo est celle du premier single issu de l'album, Dead Inside, une fois encore la vidéo des paroles, mises en scène par une femme nue dansant sur un fond noir. Le clip officiel de Dead Inside est mis en ligne le 28 avril 2015. Deux danseurs figurent sur celui-ci : William Wingfield et Kathryn McCormick.

## Classements
| Classement (2015)                      | Meilleure position |
| -------------------------------------- | ------------------ |
| Allemagne (Media Control AG)           | 3                  |
| Australie (ARIA)                       | 1                  |
| Autriche (Ö3 Austria Top 40)           | 2                  |
| Belgique (Flandre Ultratop)            | 2                  |
| Belgique (Wallonie Ultratop)           | 1                  |
| Canada (Canadian Albums)               | 2                  |
| Danemark (Tracklisten)                 | 1                  |
| Écosse (OCC)                           | 1                  |
| Espagne (Promusicae)                   | 3                  |
| États-Unis (Billboard 200)             | 1                  |
| États-Unis (Billboard Top Rock Albums) | 1                  |
| Finlande (Suomen virallinen lista)     | 1                  |
| France (SNEP)                          | 1                  |
| Grèce (IFPI)                           | 4                  |
| Hongrie (Mahasz)                       | 3                  |
| Irlande (IRMA)                         | 1                  |
| Italie (FIMI)                          | 2                  |
| Japon (Oricon)                         | 5                  |
| Nouvelle-Zélande (RIANZ)               | 1                  |
| Norvège (VG-lista)                     | 1                  |
| Pays-Bas (Mega Album Top 100)          | 1                  |
| Pologne (ZPAV)                         | 6                  |
| Portugal (AFP)                         | 1                  |
| Royaume-Uni (UK Albums Chart)          | 1                  |
| Royaume-Uni (Rock & Metal Albums)      | 1                  |
| Suède (Sverigetopplistan)              | 2                  |
| Suisse (Schweizer Hitparade)           | 1                  |

## Récompenses
Grammy Award dans la catégorie de « Meilleur album rock » en 2016.

## Dates de sortie
| Pays             | Dates       | Formats                 | Labels                         |
| ---------------- | ----------- | ----------------------- | ------------------------------ |
| Australie        | 5 juin 2015 | CD, 2LP, téléchargement | Warner Bros. Records, Helium-3 |
| Autriche         | 5 juin 2015 | CD, 2LP, téléchargement | Warner Bros. Records, Helium-3 |
| Belgique         | 5 juin 2015 | CD, 2LP, téléchargement | Warner Bros. Records, Helium-3 |
| Finlande         | 5 juin 2015 | CD, 2LP, téléchargement | Warner Bros. Records, Helium-3 |
| Allemagne        | 5 juin 2015 | CD, 2LP, téléchargement | Warner Bros. Records, Helium-3 |
| Irlande          | 5 juin 2015 | CD, 2LP, téléchargement | Warner Bros. Records, Helium-3 |
| Nouvelle-Zélande | 5 juin 2015 | CD, 2LP, téléchargement | Warner Bros. Records, Helium-3 |
| Pays-Bas         | 5 juin 2015 | CD, 2LP, téléchargement | Warner Bros. Records, Helium-3 |
| Suisse           | 5 juin 2015 | CD, 2LP, téléchargement | Warner Bros. Records, Helium-3 |
| France           | 8 juin 2015 | CD, 2LP, téléchargement | Warner Bros. Records, Helium-3 |
| Pologne          | 8 juin 2015 | CD, 2LP, téléchargement | Warner Bros. Records, Helium-3 |
| Royaume-Uni      | 8 juin 2015 | CD, 2LP, téléchargement | Warner Bros. Records, Helium-3 |
| Canada           | 9 juin 2015 | CD, 2LP, téléchargement | Warner Bros. Records, Helium-3 |
| Japon            | 9 juin 2015 | CD, 2LP, téléchargement | Warner Bros. Records, Helium-3 |
| Italie           | 9 juin 2015 | CD, 2LP, téléchargement | Warner Bros. Records, Helium-3 |
| Espagne          | 9 juin 2015 | CD, 2LP, téléchargement | Warner Bros. Records, Helium-3 |
| États-Unis       | 9 juin 2015 | CD, 2LP, téléchargement | Warner Bros. Records, Helium-3 |

## Drones World Tour au cinéma
Le concert filmé lors de la tournée promotionnelle de l'album se nomme Drones World Tour et a été projeté dans de nombreux cinémas à travers le monde le 12 juillet 2018. Le film inclut 18 morceaux joués en live dans diverses arènes de la tournée (Mercedes-Benz Arena de Berlin, Mediolanum Forum de Milan et Ziggo Dome d'Amsterdam), dont 7 titres issus de l'album Drones.

## Composition du groupe
Les trois membres officiels du groupe :
- Matthew Bellamy – guitare, piano, synthétiseur, chant, Rhodes piano
- Dominic Howard – batterie, percussions
- Christopher Wolstenholme – guitare basse, synthétiseur, chant, chœurs, harmonica

Personnel additionnel pour l'album Drones, et durant le Drones World Tour :
- Morgan Nicholls (musicien live) – synthétiseur, guitare, percussions, chœurs, guitare basse
- David Campbell (studio) – chef d'orchestre
- Thomas Kirk – manager